# Don Filinto
Don Filinto (Italia, 13 de agosto de 1910-8 de junio de 1990), cuyo nombre real era Filinto Rebechi, fue un compositor, director de orquesta y autor de muchas obras de diversos géneros. Sus padres, Benigno Rebechi y Elena Rebechi, eran inmigrantes italianos oriundos de Viareggio, Lucca, Toscana.

## Actividad profesional
Dirigió una orquesta de jazz en la que participaron las cantantes Susy Leiva y Diana Lorens; Don Filinto se casó con esta última y tuvieron dos hijos, Marcelo y Diana María. Registró más de tres mil temas musicales de su autoría, dirigió la editorial musical Julio Korn e integró el directorio de la Sociedad Argentina de Autores y Compositores. Contribuyó a la difusión de los cuartetos cordobeses, favoreciendo la presentación en Buenos Aires de varios de sus intérpretes más destacados.
Don Filinto fue muy afectado por la muerte de su hijo Marcelo y falleció en Buenos Aires el 8 de junio de 1990.

## Grabaciones
Entre las grabaciones de sus obras se encuentran:
- Virgen de Lourdes, tango de Don Filinto con letra de Alfonso Cassini, grabada el 17 de febrero de 1932 por Agustín Magaldi con acompañamiento de orquesta.
- Porteña y nada más, milonga de Don Filinto con letra de Mario Raffaelli y Genaro Caliendo grabada el 22 de julio de 1952 por la orquesta de Carlos Di Sarli con la voz de Mario Pomar.
- Si me esperaras a mí, tango de Don Filinto con letra de Alfonso Casini grabado por Alfredo De Angelis con la voz de Lalo Martel el 10 de diciembre de 1962 y por Argentino Ledesma acompañado por la orquesta de Jorge Dragone en 1964.